# Skala Velika
Koordinati:   43°54′59″N, 15°15′36″E
Skala Velika je nenaseljen otoček v Kornatih. Otoček, katerega površina meri 0,122 km², leži med Kurbo Malo in Glavočem. Dolžina njegove obale je 1,59 km, najvišji vrh je visok 20 mnm.